# Enrique VI del Sacro Imperio Romano Germánico
Enrique VI, emperador del Sacro Imperio Romano Germánico (Nimega, noviembre de 1165-Mesina, 28 de septiembre de 1197), miembro de la dinastía Hohenstaufen, fue rey de Alemania desde 1190 hasta 1197 y emperador de 1191 a 1197, además de rey de Sicilia de 1194 a 1197 por su matrimonio con Constanza I de Sicilia.

## Biografía

### Primeros años
Hijo de Federico I Barbarroja y Beatriz, Condesa de Borgoña. Fue elegido Rey de Romanos por orden de su padre en la catedral de Aachen a la edad de cuatro años y coronado en Bamberg. Poco después acompañó en su campaña italiana de 1174-1176 contra la Liga Lombarda. De acuerdo con el cronista Alberico de Trois-Fontaines, el joven Enrique fue autor de varios poemas y hablaba un latín fluido, además de ser conocedor de derecho romano y canónico. Uno de sus tutores fue Friedrich von Hausen.  
Retornado al Sacro Imperio Romano Germánico, en 1178 ayudó a su padre a sofocar el levantamiento de Enrique el León y en 1186 se casó en Milán con la princesa Constanza de Sicilia, la cual era más de diez años mayor que él y heredera al Reino de Sicilia al no tener su sobrino Guillermo II ningún descendiente vivo.  
Durante la partida de su padre a la Tercera Cruzada pasó a llevar las riendas del imperio, intentando imponer su dominación en los Países Bajos y demás problemas internos, los cuales se agravaron cuando el güelfo Enrique el León retornó de su exilio en Inglaterra y comenzó a recuperar su poder en el ducado de Sajonia, el cual le había sido incautado. Sin embargo pronto fue firmada una tregua entre ambos en 1189 tras saberse que Guillermo II de Sicilia acababa de fallecer y que parte de la nobleza y la curia siciliana habían nombrado a Tancredo de Lecce como nuevo rey en contraposición a su esposa. Poco después se enteró de la muerte accidental de su padre, ahogado en el río Goksu el 10 de junio de 1190 en su camino a Tierra Santa. 

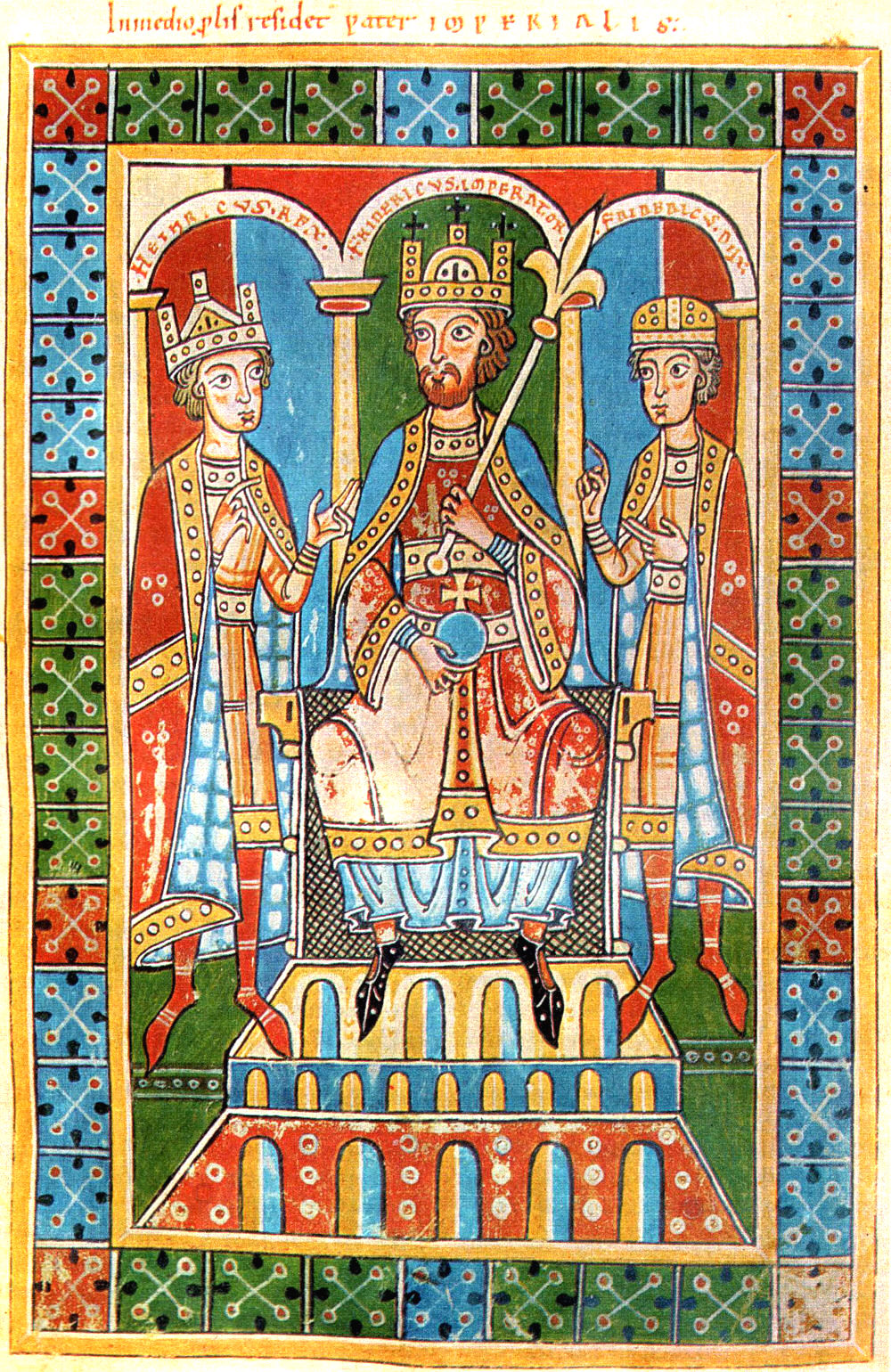
Federico Barbarroja con sus hijos Enrique y Federico

### Emperador
En 1190 envió un ejército a Italia, al que se unió poco después para reclamar el trono siciliano. Al año siguiente se reunió en Lodi con Leonor de Aquitania, viuda de Enrique II de Inglaterra, con la cual intentó deteriorar las relaciones ente Francia e Inglaterra por venganza al apoyo que Ricardo I concedió a Tancredo aunque solo logró que le prometiera no entrometerse en el conflicto entre su hijo y Felipe II de Francia.  El 15 de abril de 1191 fue coronado como emperador por el papa Celestino III en Roma junto a su esposa.  
Aun con todo, la campaña en Italia resultó un desastre, con la mayor parte de la nobleza siciliana apoyando a Tancredo, con un ejército alemán derrotado varias veces en Apulia y Nápoles y asolado por epidemias y con la reina Constanza traicionada y capturada en Salerno por Tancredo, aunque más tarde liberada por mediación del Papa. 

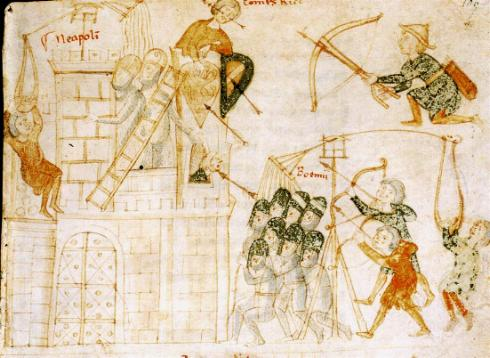
Dibujo del asedio de Nápoles de una crónica

Hubo de volver al imperio antes de la conclusión de la campaña italiana dado que Enrique el León volvía a llamar a la sublevación contra el monarca desde sus tierras sajonas ahora que este estaba ausente, consiguiendo imponerse entre 1192 y 1193 sobre todos los nobles alemanes que se le oponían y que contaban con la ayuda del papado y del rey de Ricardo Corazón de León, firmando una última paz con Enrique el León, el cual regresó a sus mermadas posesiones y murió al poco, en 1194. También fue responsable del asesinato del príncipe-obispo de Lieja Alberto de Lovaina, al oponerse a su nombramiento.  
La fortuna le sonrió cuando su enemigo Ricardo I de Inglaterra fue capturado de su regreso de la cruzada por su vasallo Leopoldo V de Austria, pasando a demandar una suma de ciento cincuenta mil marcos de plata por su liberación, a pesar de la excomunión del papa por haber capturado a un antiguo cruzado. A pesar de las intrigas del hermano del cautivo Juan sin Tierra y del rey de Francia, Ricardo fue liberado a condición de un pago mayor y de un juramento de alianza durante un acto de reconciliación celebrado en la Semana Santa de 1194 en Espira, lo cual le convirtió en mediador entre los reinos de Inglaterra y Francia. Al mismo tiempo también pretendió un acercamiento con la familia Welf tras varias décadas de enfrentamientos, casando al hijo del duque Enrique con su hermana.  
Al tiempo que esto sucedía, la situación del sur de Italia era favorable para Tancredo, que tras la derrota de las huestes imperiales en el asedio de Nápoles había pasado a recuperar casi toda Apulia y a ser reconocido sus reclamaciones por el papa, aunque murió al poco, en febrero de 1194, siendo sucedido por su hijo de ocho años Guillermo III, bajo la regencia de su madre Sibila. Este debilitó a sus enemigos ya que Enrique cruzó el norte de la península el mismo año y en agosto ocupó Nápoles, entrando en noviembre en Palermo sin casi resistencia, siendo coronado el 25 de diciembre de dicho año. Su esposa daría a luz al año siguiente al único hijo del matrimonio, Federico II, a una edad avanzada para la época.  
A pesar de las promesas dadas a Guillermo y a su madre para que renunciaran a sus reclamaciones, toda la restante antigua familia real y numerosos nobles normandos fueron acusados de intento de golpe y arrestados tras la coronación. Se dice que Guillermo fue castrado y cegado por orden de Enrique para luego ser deportado a un castillo de Suabia, donde moriría en cautividad en 1198.

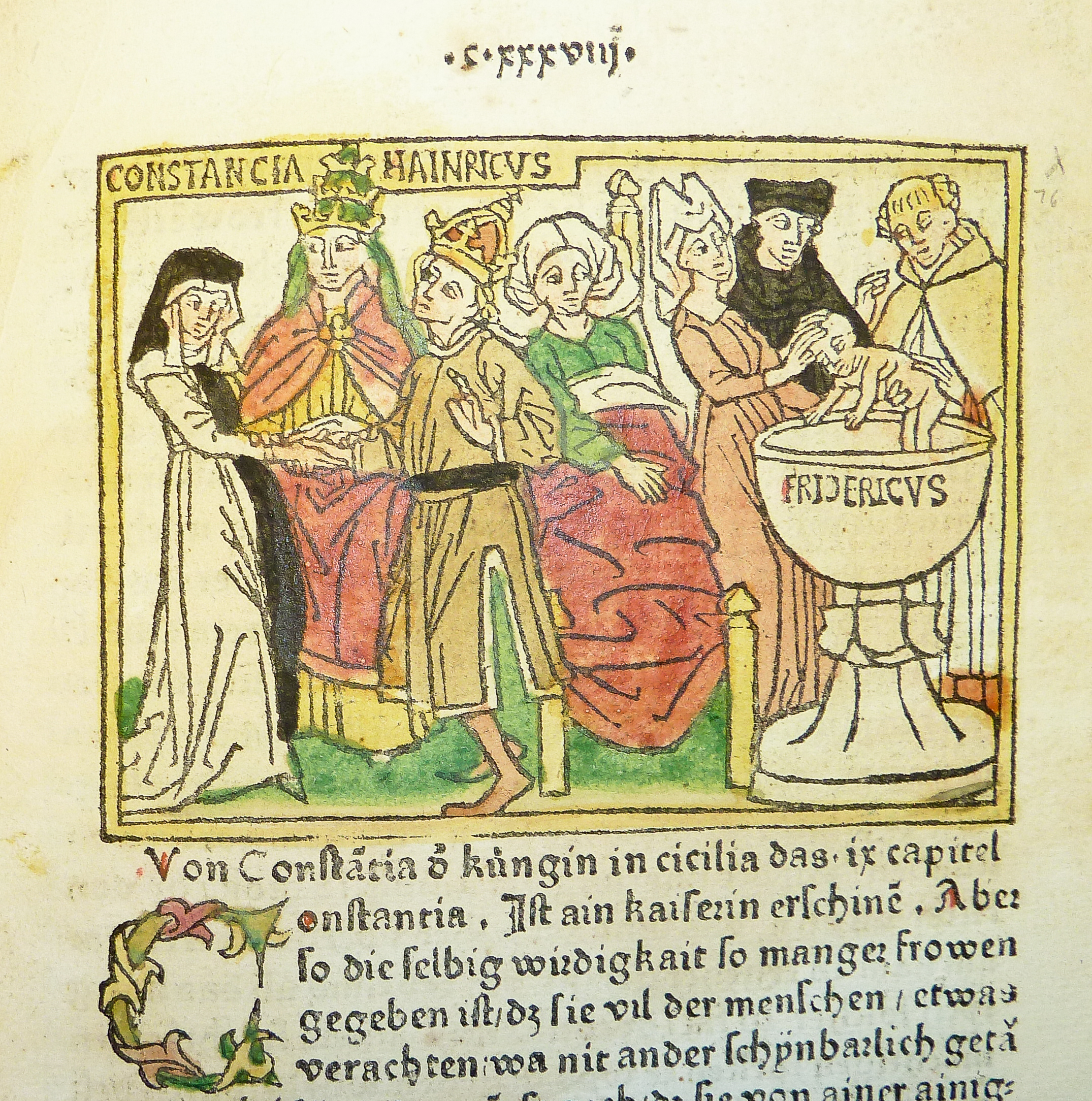
Ilustración del nacimiento de Federico II

Tras la conquista del sur de Italia, Enrique se había convertido en el mayor monarca de su tiempo, dominando gran parte del mediterráneo y de Europa central, no obstante falló en su intento de integrar el reino siciliano en el imperio para asegurar la preeminencia de los Hohenstaufen, al no aceptar el Papa sus diversas ofertas, como la organización de una nueva cruzada a cambio de la concesión papal. En este contexto se deben entender también su intento de conseguir el importante puerto de Durazzo de manos del Imperio bizantino aprovechando su posición de fuerza y el matrimonio entre su hermano Felipe de Suabia y la princesa bizantina Irene Ángelo, hija de Isaac II, fantaseando con la idea de unir los dos imperios en una misma dinastía.  
En el verano de 1195 Enrique retornó al imperio en busca de apoyos para su intento de cruzada y para organizar su sucesión en caso de muerte. Su intención era hacer de la corona imperial hereditaria, titulando Rey de Romanos a su hijo en Fráncfort en Navidad de 1196, a pesar de que semanas antes la dieta imperial en Érfurt rechazara los planes del emperador y el Papa rompiera relaciones con él por la cuestión de la unión entre Sicilia e Imperio.

### Muerte
El emperador regresó a Sicilia en marzo de 1197 con el fin de programar su cruzada desde Mesina, produciéndose poco después una sublevación contra el gobierno tiránico del rey y la nobleza germana que afectó principalmente al sur de la isla y Catania, la cual fue suprimida con gran crueldad por Enrique y sus caballeros alemanes, haciendo que su esposa Constanza, viendo el trato recibido por su gente por parte de Enrique pasara a apoyar a los rebeldes, los cuales sitiaron al emperador en un castillo, forzando al emperador a llegar a un acuerdo. En medio de las negociaciones comenzó a sufrir escalofríos cazando cerca de Fiumedinisi y acabó falleciendo el 28 de septiembre de 1197 de malaria en la ciudad de Mesina, aunque también se piensa que pudo haber sido envenenado.
Su muerte y la de su esposa poco después provocaron que un niño Federico II Hohenstaufen heredara el reino de Sicilia, no obstante el imperio entraría en un periodo de anarquía con Felipe de Suabia, hermano del fallecido, y Otón IV, hijo de Enrique el León, pugnando por el título imperial, el cual sería conferido a Federico en 1215 tras la derrota de Otón en la batalla de Bouvines.